# Bram van der Vlugt
Bram van der Vlugt (La Haya, 28 de mayo de 1934-Nieuwegein, 19 de diciembre de 2020) fue un actor neerlandés. Conocido por interpretar el papel de Sinterklaas durante más de dos décadas. Murió en diciembre de 2020, a los 86 años, tras contraer COVID-19.

## Carrera

### Sinterklaas
Es conocido por interpretar el papel de Sinterklaas entre 1986 y 2010, sobre todo la llegada anual de Sinterklaas a los Países Bajos, así como en la serie de televisión De Club van Sinterklaas. También hizo muchas apariciones como Sinterklaas en muchos otros programas de televisión, como Goede tijden, slechte tijden (2006), Life & Cooking (2004 y 2006), De Wereld Draait Door (2008 y 2010), MaDiWoDoVrijdagShow (2010) y Sint & De Leeuw ( 2005-2011 , 2018). También interpretó el papel de Sinterklaas por última vez en la película De Brief voor Sinterklaas del 2019. A partir de 2011, Stefan de Walle es su sucesor para interpretar el papel de Sinterklaas.

### Televisión
Entre 1963 y 1965 interpretó el papel del Dr. Finlay en Memorandum van een dokter.
Entre 2005 y 2008 interpretó el papel del abogado Marius de Boer en la serie de televisión Keyzer & De Boer Advocaten . Entre 2013 y 2014 interpretó el papel de Onno Kremer en Moordvrouw.

## Vida personal
Van der Vlugt fue el padre del músico y exmodelo Marijne van der Vlugt.

## Filmografía

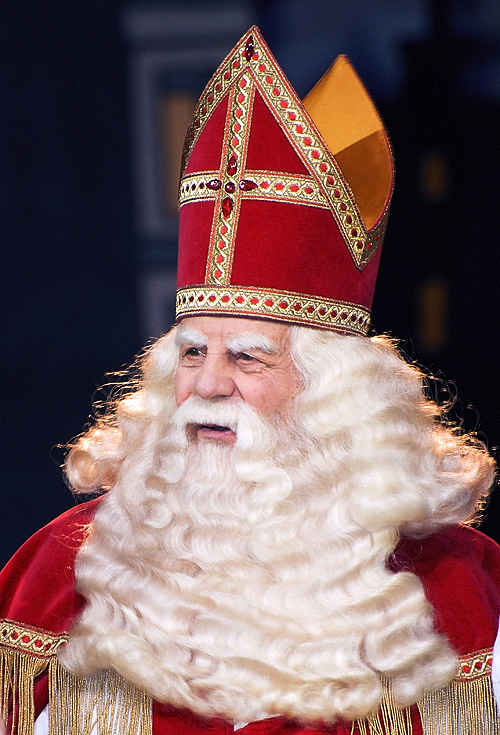
Bram van der Vlugt como Sinterklaas en 2007.

### Películas
- 1978: Pastorale 1943
- 1995: Filmpje!
- 1997: Tropic of Emerald
- 2001: Family
- 2019: De Brief voor Sinterklaas

### Televisión
- 1963–1965: Memorandum van een dokter
- 1975: Klaverweide
- 1979: Pommetje Horlepiep
- 1983-1984: Herenstraat 10
- 1991-1994: Medisch Centrum West
- 1999–2009: De Club van Sinterklaas
- 2005–2008: Keyzer & De Boer Advocaten
- 2013–2014: Moordvrouw
- 2015: Rundfunk
- 2016–2018: Dokter Deen